# 191e division de réserve (Wehrmacht)
Pour les articles homonymes, voir 191e division.
La  191e division de réserve  (en allemand : 191. Reserve-Division ou 191. ResDiv.) est une des divisions de réserve de l'armée allemande (Wehrmacht) durant la Seconde Guerre mondiale.

## Création
La 191. Reserve-Division est formée le 25 septembre 1942 à partir de la Division Nr. 191.
Elle est stationnée dans le nord de la France, d'abord près de Mons, puis près de Boulogne-sur-Mer. Elle est renommée 49. Infanterie-Division le 1er février 1944.

## Organisation

### Commandants
| Date                               | Grade           | Commandant            |
| ---------------------------------- | --------------- | --------------------- |
| 25 septembre 1942 - 1er mars 1943  | Generalmajor    | Karl von Dewitz-Krebs |
| 1er mars 1943 - 1er janvier 1944   | Generalleutnant | Siegfried Macholz     |
| 1r janvier 1944 - 1er février 1944 | Generalleutnant | Erich Bäßler          |

## Théâtres d'opérations
- France : septembre 1942 - février 1944

## Ordres de bataille
- Reserve-grenadier-Regiment 31
- Reserve-Grenadier-Regiment 267
- Reserve-Kampfgruppe Mitte
- Reserve-Artillerie-Abteilung I/211
- Reserve-Radfahr-Schwadron 1091
- Reserve-Panzerjäger-Kompanie 1091
- Reserve-Pionier-Bataillon 1091
- Reserve-Nachrichten-Kompanie 1091
- Reserve-Divisions-Nachschubführer 1091